# Johann Joseph Gronewald

Johann Joseph Gronewald

Johann Joseph Gronewald (* 4. März 1804 in Lindlar; † 28. August 1873 in Köln) war ein deutscher Pädagoge für Gehörlose und Gründer der ersten Gehörlosenschule in Köln.
Johann Joseph Gronewald wurde 1804 als Sohn des Steinmetz Christian Gronewald und seiner Ehefrau Magdalene Finke in Lindlar geboren.
1822 erhielt Gronewald eine Schulamtskandidatenstelle in Porz-Libur. Nach zweijähriger Tätigkeit begann er 1824 seine Ausbildung im Lehrerseminar Brühl und beendete 1826 sein Studium mit der Note „1“. Der damalige Leiter der Schule Dr. Schweitzer empfahl Gronewald eine Ausbildung in Berlin zum Gehörlosenpädagogen, um an den seit 1817 vereinzelt entstandenen „Taubstummenanstalten“ Gehörlose zu unterrichten. 1828 schloss er sein Studium beim Taubstummeninstitut Berlin ab und erhielt eine Anstellung an der Höheren Bürgerschule in Köln und unterrichtete nebenbei in seine Wohnung gehörlose Kinder, wozu ihm vorübergehend eine Stundenermäßigung zugestanden wurde, die ihm jedoch 1831 entzogen wurde. Auf Drängen von Eltern gehörloser Kinder erhielt Gronewald im gleichen Jahr zwei Räume im Kölner Minoritenkloster. Dieses Datum gilt als eigentliches Gründungsdatum der ersten Schule für Gehörlose der Rheinprovinz, die 1850 bereits 50 Schüler zählte.
Gronewald mobilisierte die Spendenbereitschaft Kölner Bürger für die neue „Taubstummenanstalt zu Coeln“.

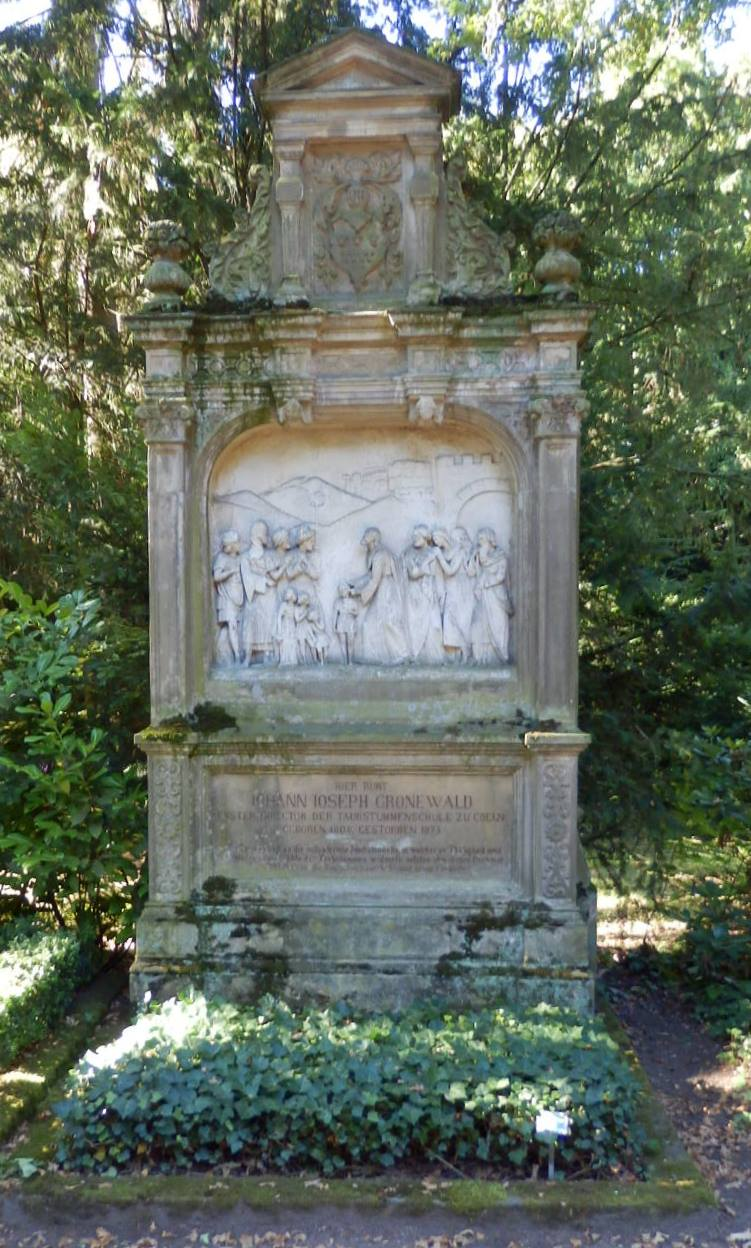
Grab auf dem Kölner Friedhof Melaten

Der Pädagoge starb unverheiratet am 28. August 1873 in Köln; sein ganzes Vermögen vermachte er der Taubstummenanstalt in Köln. Die Stadtverordnetenversammlung von Köln genehmigte ihm zwei Grabstellen auf Friedhof Melaten und eine Spende für ein würdiges Grabmal (Lit. B).
Grabmal der Neorenaissance mit Relief der Darstellung der Heilung eines taubstummen Kindes.
Am Sockel die Inschrift: „Hier ruht / Johann Joseph Gronewald / 4erster Direktor der Taubstummenschule  zu Coeln / geboren 1804, gestorben 1873 / Zur Erinnerung an die aufopfernde Nächstenliebe, zu welcher er Thätigkeit und / Vermögen dem Wohle der Taubstummen widmete, setzten ihm dieses Denkmal / die Stadt Coeln, die Taubstummenschule und seine Freunde.“
Das 1956 neu errichtete und später erweiterte Schulgebäude der Johann-Joseph-Gronewald-Schule steht seitdem in Köln-Lindenthal an der „Gronewaldstraße 1“, benannt zu Ehren des Mannes, der sich durch selbstlose Öffentlichkeitsarbeit und pädagogischen Einsatz ausgezeichnet hatte.